# Architrave

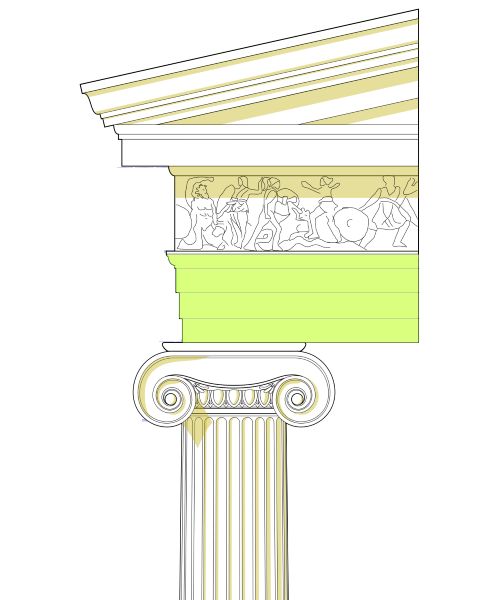
L'architrave (surlignée en jaune) d'un entablement ionique issu d'un monument grec.

Une architrave, également appelée épistyle par les Anciens, est la partie de l'entablement qui porte immédiatement sur les chapiteaux des colonnes, ou autre points d'appui, dans l'architecture de la Grèce et de la Rome antique, et les styles modernes qui s'en inspirent. L'architrave désignait à l'origine, dans une architecture primitive en bois, la poutre maîtresse couchée horizontalement sur les colonnes ou piliers, afin de les relier les uns aux autres. Si dans les monuments antiques en pierre, l'architrave pouvait être souvent formée de longues pierres disposées horizontalement depuis l'axe d'une colonne jusqu'à l'axe de la colonne voisine, les bâtisseurs à partir de la Renaissance privilégièrent l'emploi de claveaux cunéiformes appareillés avec soin, se soutenant mutuellement.
Une architrave se décompose le plus souvent en bandes, appelées fasces. L'architrave de l'entablement dorique romain comporte généralement deux fasces surmontées d'un réglet, l'architrave ionique en comprend trois couronnées par un talon et un réglet, l'architrave corinthienne compte également trois fasces, séparées entre elles par une baguette ou un chapelet, couronnées d'un quart-de-rond ou d'un talon et d'un réglet. L'architrave de l'entablement dorique grec tout comme celui de l'entablement toscan ne comportent quant à eux pas de fasce. Ces règles sont théoriques, et n'ont pas toujours été suivies scrupuleusement, ni par les bâtisseurs romains, ni par les architectes reprenant les codes des ordres architectoniques à partir de la Renaissance. 
Une corniche-architravée est un entablement constitué uniquement d'une architrave et d'une corniche. 